# Alberto Radi
Alberto Radi (Trieste, 10 dicembre 1919 – 12 luglio 1989) è stato un canottiere italiano, medaglia d'argento nel due con ai Giochi olimpici di Londra 1948.

## Biografia
L'equipaggio del due con, con cui vinse da timoniere la medaglia olimpica a Londra 1948, era composto anche da Aldo Tarlao e Giovanni Steffè.

## Palmarès
| Anno | Manifestazione  | Sede   | Evento | Risultato | Note |
| ---- | --------------- | ------ | ------ | --------- | ---- |
| 1948 | Giochi olimpici | Londra | 2 con  | Argento   |      |